# 中原和敏
中原 和敏（なかはら かずとし、1967年12月20日 - ）は、日本の俳優。大阪府出身。身長187cm。エビス大黒舎所属（業務提携）。

## 出演

### 映画
- 大阪府警潜入捜査官（2007年6月2日、荻庭貞明監督）
- 半次郎（2010年10月9日、五十嵐匠監督）
- 幸福のアリバイ〜Picture〜（2016年11月18日、陣内孝則監督） - ヤクザ幹部役

### テレビ

#### テレビドラマ
- 土曜ワイド劇場
  - 『花吹雪美人スリ三姉妹』第3作（2000年8月19日、テレビ朝日）[1]
  - 『大阪社会部ひまダネ記者1』（2003年6月21日、テレビ朝日）
  - 『ラーメン刑事「龍」の殺人推理』（2005年3月19日、テレビ朝日）
- バブル　第10話（2001年3月9日、NHK）[2]
- 警部補マリコ　第3話（2001年11月10日、ABCテレビ）[3]
- 強行犯捜査第七係（2002年6月29日、NHK）[4]
- 天罰屋くれない 闇の始末帖（2003年、テレビ朝日）
- 女と愛とミステリー『優雅な悪事2』（2003年5月25日、BSジャパン）[5]
- てるてる家族　第36話（2003年11月8日、NHK）
- 天下騒乱〜徳川三代の陰謀（2006年1月2日、テレビ東京）
- 警視庁取調官 落としの金七事件簿（2010年5月29日、テレビ朝日）
- 精霊の守り人　シーズン2（2017年1月21日-、NHK） - 新ヨゴ大提督役
- 精霊の守り人　シーズン3（2017年11月-、NHK） - 新ヨゴ大提督役

#### バラエティ
- ?マジっすか!（MBS）
- いつでも笑みを!（関西テレビ制作・フジテレビ系列）

### その他
- STEEL　エスエス製薬『エスカップ』